# Backstop irlandese
Backstop irlandese, conosciuto formalmente come Protocollo dell'Irlanda del Nord, è il nome dato a un progetto di accordo tra il Regno Unito e l'UE che mira a prevenire un confine fisico in Irlanda dopo l'uscita del Regno Unito dall'Unione europea. Si tratta di un trattato autonomo, allegato al proposto accordo della Brexit che consente al Regno Unito di lasciare l'Unione europea con il minor danno possibile. 

Stati sovrani d'Irlanda: Repubblica d'Irlanda, a sud e ad ovest; il Regno Unito a nord (Irlanda del Nord)

Il backstop mira a prevenire un confine rigido mantenendo l'Irlanda del Nord sotto alcuni aspetti nel mercato unico, fino a quando non sarà possibile giungere a un accordo alternativo che preveda una soluzione tecnica o di altro tipo per consentire un confine effettivamente invisibile. La proposta prevede, inoltre, che il Regno Unito (nel suo insieme) abbia un territorio doganale comune con l'UE fino ad una soluzione, per evitare la necessità di controlli doganali all'interno del Regno Unito (tra Irlanda del Nord e Gran Bretagna). L'assunto di base prevede che l'accordo continuerà ad applicarsi fino a quando non verrà trovata una soluzione, anche se non vi sarà alcun accordo commerciale tra Regno Unito e UE entro la fine del periodo di transizione. Sebbene il governo irlandese e i nazionalisti nell'Irlanda del Nord sostengano fortemente il protocollo, l'opposizione unionista è una delle ragioni principali delle decisioni di Westminster di rifiutare di ratificare l'accordo di recesso nel suo insieme.

## Storia

### Dopo il voto sulla Brexit
Il confine con l'Irlanda del Nord sarà l'unica frontiera terrestre significativa che l'Unione europea avrà con il Regno Unito dopo la Brexit, un confine difficile da controllare a causa della mancanza di significative barriere geografiche. Il completamento del mercato unico nel 1992 e l'accordo del Venerdì santo nel 1998 hanno visto la possibilità di smantellare le infrastrutture di frontiera realizzate in precedenza tra l'Irlanda del Nord e la Repubblica irlandese.
Nelle riunioni del governo irlandese per la pianificazione prima del referendum, il confine irlandese è stato identificato come una questione importante. Dal momento in cui il risultato del referendum è stato chiaro, il governo irlandese ha detto ad altri paesi dell'UE di ritenere che una frontiera aperta sull'isola d'Irlanda fosse un elemento essenziale dell'accordo del Venerdì Santo.
Inizialmente si sono tenuti colloqui bilaterali tra Dublino e Londra per escogitare soluzioni tecniche ai problemi delle frontiere.

### Proposta dibackstopiniziale

#### Task force dell'UE
Il 7 settembre 2017 la Task Force dell'UE ha pubblicato i principi guida per il dialogo su Irlanda / Irlanda del Nord che hanno ribadito e ampliato i principi indicati negli orientamenti del 29 aprile, in particolare la protezione dell'accordo del Venerdì santo e il proseguimento dell'Area comune di viaggio. Il 9 settembre 2017 la Commissione europea ha pubblicato numerosi documenti di negoziato, tra cui "Principi guida sul dialogo per l'Irlanda / Irlanda del Nord". In esso, l'UE dichiara che è responsabilità del Regno Unito proporre soluzioni per il confine irlandese post-Brexit. L'articolo prevede che una soluzione "unica" sarebbe ammissibile; in altre parole, tale eccezionale soluzione irlandese non dovrebbe essere vista come un modello per le relazioni post Brexit con gli altri membri dell'UE in materia di controllo delle frontiere e dei controlli doganali, ad esempio l'ETIAS.
Il primo ministro Theresa May ha dichiarato a ottobre 2016 che "non ci sarebbe stato un ritorno ai confini del passato".

#### Dichiarazione congiunta di dicembre 2017
Nel dicembre 2017, le squadre negoziali dell'Unione europea e del Regno Unito hanno proposto un progetto concordato: "49. Il Regno Unito rimane impegnato a proteggere la cooperazione nord-sud e la sua garanzia di evitare frontiere rigide. Eventuali accordi futuri devono essere compatibili con questi requisiti generali. L'intenzione del Regno Unito è di raggiungere questi obiettivi attraverso le relazioni generali UE-Regno Unito. Qualora ciò non fosse possibile, il Regno Unito proporrà soluzioni specifiche per affrontare le circostanze uniche dell'isola d'Irlanda. In assenza di soluzioni concordate, il Regno Unito manterrà il pieno allineamento con le norme del mercato interno e dell'Unione doganale che, ora o in futuro, sostengono la cooperazione nord-sud, l'economia dell'isola e la protezione dell'accordo del 1998." 
Sebbene inizialmente approvato dal Primo Ministro britannico (Theresa May), il DUP  ha posto il veto a questo e successivamente è stato inserito un secondo paragrafo (50) sottolineando che non ci sarebbero stati nuovi controlli su beni e servizi che si spostano dall'Irlanda del Nord alla Gran Bretagna. Questo secondo paragrafo non è stato incorporato nel testo proposto dall'UE dell'accordo di recesso, poiché l'Unione europea ha sostenuto che si tratta esclusivamente di una questione interna per il Regno Unito.
I negoziatori sono tornati alla questione del backstop nel 2018. 
Sia il Regno Unito che l'UE hanno dato la priorità ad evitare un "confine duro" come una delle tre questioni più importanti da risolvere al fine di raggiungere un accordo.

### Discussioni parlamentari anticipate
Molti parlamentari conservatori e del DUP che sostengono la Brexit hanno continuato a opporsi al backstop senza una data di fine specificata, preoccupati di poter legare indefinitamente il Regno Unito a molte norme dell'UE sebbene il DUP abbia affermato che è aperto a limitare il backstop. La parte UE (in particolare il governo irlandese) vede una garanzia limitata nel tempo come priva di valore, in particolare a causa dello scetticismo riguardo a qualsiasi consegna a breve termine di "accordi alternativi".
Il 15 gennaio 2019, il parlamento del Regno Unito ha respinto una mozione del governo per approvare il suo progetto di accordo di recesso. Alla fine di gennaio 2019 molti parlamentari conservatori e del DUP sostenitori della Brexit hanno continuato a opporsi a un backstop senza una data di fine specificata, preoccupati che potesse legare indefinitamente il Regno Unito a molte norme dell'UE sebbene la maggior parte dei conservatori abbia successivamente votato per il Contratto di recesso e backstop senza DUP. Questa opposizione c'è stata nonostante un sondaggio di opinione LucidTalk (pubblicato il 6 dicembre 2018) che indica che il 65% degli elettori dell'Irlanda del Nord era a favore di una Brexit che mantenesse l'Irlanda del Nord nel mercato unico dell'UE e nell'unione doganale. Il 28 gennaio 2019, May ha espresso opposizione al backstop che lei e l'UE avevano concordato e ha sollecitato i Tory a votare a favore di un emendamento "backbench" che sostituisca il backstop con "accordi alternativi" non specificati.

### L'emendamento Brady
Il 29 gennaio 2019, la House of Commons ha votato dal 317 al 301 per approvare l'emendamento di Sir Graham Brady alla mozione Brexit Next Steps, che chiede che "il backstop dell'Irlanda del Nord venga sostituito con disposizioni alternative per evitare un confine duro, sostiene di lasciare un accordo con l'Unione europea e sosterrebbe pertanto l'accordo di recesso soggetto a tale modifica. " 
A seguito del voto Michel Barnier ha dichiarato che il backstop è "parte integrante" dell'accordo di recesso del Regno Unito sulla Brexit e non verrà rinegoziato.
Barnier ha detto alla radio RTL francese: "Il tempo è troppo breve per trovare un accordo alternativo al backstop irlandese e l'accordo di divorzio della Gran Bretagna con l'Unione Europea non verrà riaperto per i negoziati. Noi stessi abbiamo parlato di cosiddetti accordi alternativi che potrebbero impedire il ritorno di un confine duro. Solo nessuno, su entrambi i lati, era in grado di dire quale accordo sarebbe stato necessario per garantire controlli su merci, animali e merci, senza frontiere. Non abbiamo né il tempo né le tecnologie ". 
Barnier ha dichiarato di sperare che l'incontro del Primo Ministro britannico Theresa May con il leader del partito laburista Jeremy Corbyn possa produrre nuove idee. Ha affermato che l'UE è pronta a riscrivere la Dichiarazione politica che fornisce le linee generali per un futuro accordo commerciale.

### Parere legale del procuratore generale
Un modesto indirizzo è stato presentato alla Camera dei Comuni il 13 novembre 2018, richiedendo il rilascio della consulenza legale fornita al governo in merito al proposto accordo di recesso dell'UE. La risposta del governo è stata presentata in parlamento dal procuratore generale Geoffrey Cox il 3 dicembre. Tuttavia, il giorno seguente, i parlamentari sono stati ritenuti incompleti, il che ha portato a un voto in cui, per la prima volta nella storia, il governo del Regno Unito ha disprezzato il Parlamento.
Il consiglio completo è stato successivamente pubblicato mostrando che i termini del backstop potrebbero significare che il Regno Unito potrebbe affrontare "protratte e ripetute serie di negoziati". Nel marzo 2019 sono stati pubblicati ulteriori consigli che affermano che la Convenzione di Vienna sulla legge dei trattati potrebbe essere utilizzata se si dimostrasse che il sostegno ha "un effetto socialmente destabilizzante sull'Irlanda del Nord".

### Il compromesso di Malthouse
Kit Malthouse è stato accreditato come convocatore di un accordo tra fazioni limitate del partito conservatore sulla Brexit il 29 gennaio 2019. La proposta comprendeva due parti. Il piano A era di riaprire l'accordo di recesso con l'UE e di rinegoziare il sostegno. Anche il periodo di transizione della Gran Bretagna verrebbe esteso, quindi ci sarebbe stato più tempo per concordare le relazioni future. Il piano B era simile a un " no deal " gestito. Il compromesso di Malthouse è stato visto come un supplemento, da alcuni leavers, all'emendamento Graham Brady : in poche parole, mirava a sostituire il backstop con uno diverso, che avrebbe consentito una transizione senza intoppi a un accordo o avrebbe messo in atto una tripla rete di sicurezza se non c'è accordo. I negoziatori dell'UE hanno visto il piano come irrealistico, e un esempio del partito conservatore che sta negoziando con se stesso, con un funzionario dell'UE che si spinge fino al punto di chiamarlo "bonkers" ("fuori di testa"). Il 13 marzo 2019, la Camera dei Comuni ha votato verso il basso il compromesso di Malthouse con un margine di 374-164
Al giugno 2019 , questi accordi alternativi rimangono da identificare. L'8 maggio 2019, il partito conservatore del Regno Unito ha istituito un "gruppo di esperti" per fornire consulenza alla sua commissione per le soluzioni alternative su possibili soluzioni tecniche al dilemma.

### Il governo Johnson
A luglio 2019, Theresa May ha rassegnato le dimissioni e Boris Johnson è diventato Primo Ministro, dichiarando di voler sostituire il sostegno irlandese nell'ambito dell'accordo di recesso. Il 19 agosto, il Primo Ministro ha scritto una lettera molto forte al Presidente del Consiglio europeo, descrivendo l'accordo che aveva precedentemente votato come "antidemocratico" e non coerente con la sua interpretazione di "sovranità". Nonostante il backstop sia stato esplicitamente concordato come misura temporanea, ha continuato a sottolineare che era "incoerente" con la destinazione finale desiderata del Regno Unito per le sue relazioni con l'UE. Ha anche suggerito che, nonostante il voto dell'Irlanda del Nord per rimanere nell'UE, questo accordo minerebbe il processo di pace in Irlanda del Nord. Tusk ha ricordato a Johnson che coloro che si opponevano all'accordo senza "alternative realistiche" hanno contribuito a ristabilire un confine duro sull'isola d'Irlanda. Questa era la realtà "anche se non lo ammettono", ha aggiunto. "Il backstop è un'assicurazione per evitare un confine duro sull'isola d'Irlanda a meno che e fino a quando non viene trovata un'alternativa", ha twittato Tusk.
Il 20 agosto, Johnson ha inviato una lettera all'UE indicando che considera il backstop una minaccia per l'accordo del Venerdì Santo, mentre il governo irlandese considera "Il vero scopo del backstop è di mantenere lo status quo, garantendo movimento e nessuna dura frontiera sull'isola d'Irlanda, che è centrale per il GFA. La realtà è che la Brexit stessa è una minaccia per il GFA".

## Reazioni
Il governo irlandese, in particolare, insiste su questo sostegno perché ritengono che una frontiera aperta sull'isola d' Irlanda sia un elemento essenziale dell'accordo del Venerdì Santo. Un funzionario irlandese ha affermato che l'impatto che potrebbe avere sull'economia e che la popolazione dell'isola potrebbe essere "simile a un" blocco "dell'economia settentrionale".
Questo protocollo è stato fortemente contrastato dal Partito Democratico Unionista, che lo vede indebolire la posizione dell'Irlanda del Nord nel Regno Unito, ed è considerato da numerosi commentatori come il motivo principale per cui l'accordo di recesso non è stato ratificato dal Parlamento del Regno Unito . Dal 2018, il DUP ha affermato che il backstop dell'Irlanda del Nord deve essere rimosso dall'accordo di recesso sulla Brexit se devono continuare a sostenere il governo conservatore nella Camera dei Comuni, sebbene il partito abbia affermato che è aperto a un limite di tempo sul backstop.
Al protocollo si oppone anche l'Ulster Unionist Party e la Traditional Unionist Voice. 
Sinn Fein, SDLP, Alliance Party of Northern Ireland e Green Party in Northern Ireland supportano tutti il backstop.
Alcuni commentatori affermano che la Gran Bretagna si trova di fronte a un trilemma fra tre obiettivi in competizione: un confine aperto sull'isola; nessun confine nel Canale del Nord; e nessuna partecipazione britannica al mercato unico europeo e all'unione doganale dell'Unione europea.